# 比留辛斯克
55°58′N 97°49′E / 55.967°N 97.817°E

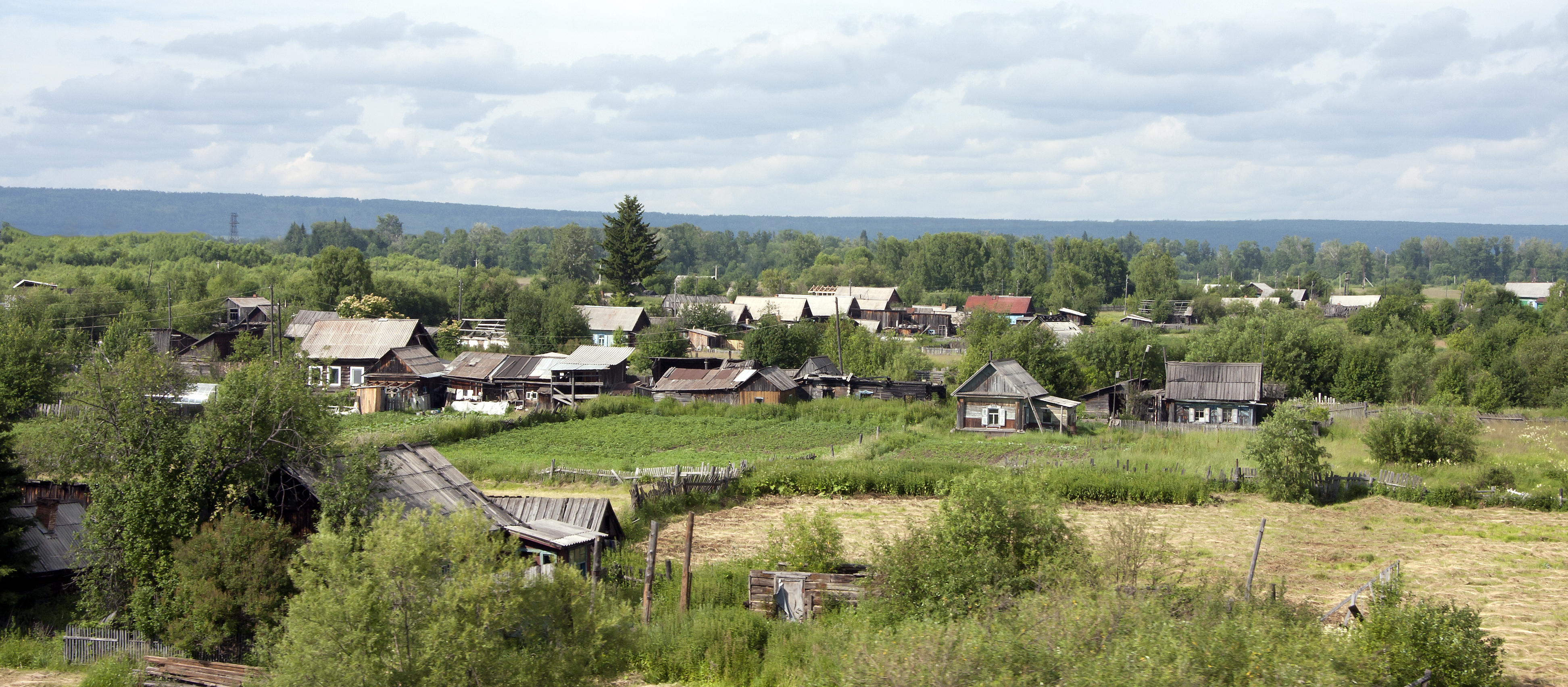
比留辛斯克

比留辛斯克（俄语：Бирюси́нск）是俄羅斯伊爾庫茨克州西部的一個城市，位於比留薩河右岸，距州府伊爾庫茨克西北682公里。2002年人口10,004人。
1967年建市。